# 东城龙王庙
东城龙王庙，位于中国山西省晋中市平遥县平遥古城下东门外古陶镇东城村东关大街。现存建筑为清代遗构。占地1081平方米，前后三进，中轴线上建有戏台、过殿、中殿及正殿。
1994年12月28日，东城龙王庙公布为平遥县文物保护单位。